# Dvärgvireo
Dvärgvireo (Vireo nelsoni) är en fågelart i familjen vireor. Den förekommer endast i sydvästra Mexiko.

## Utseende
Vireor är små sångfåglar med relativt kraftig, krokförsedd näbb. Dvärgvireon är som namnet avslöjar en liten vireo (10–11 cm) med olivgrön ovansida, ljus tygel och en bruten ögonring. Vita spetsar på täckarna formar två vingband och handpennorna är vitkantade. Undersidan är ljust gråvit.

## Utbredning och systematik
Arten är endemisk för sydvästra Mexiko och lever i subtropisk eller tropisk höglänt buskvegetation från sydöstra Jalisco till Oaxaca. Den behandlas som monotypisk, det vill säga att den inte delas in i några underarter.

## Levnadssätt
Dvärgvireon hittas huvudsakligen i halvtorra buskmarker eller i vegetation utmed vattendrag. Inte mycket är känt om dess levnadssätt, annat än att den är tillbakadragen, födosöker lågt och att bo med ägg har hittats i juni. Födan tros likna övriga vireor, det vill säga huvudsakligen insekter men även i viss mån frukt.

## Status
Trots det begränsade utbredningsområdet kategoriserar IUCN beståndet som livskraftigt. Populationstrenden är dock oklar. Beståndet uppskattas till färre än 50 000 vuxna individer.

## Namn
Fågelns vetenskapliga artnamn hedrar Edward William Nelson (1855-1934), amerikansk zoolog och samlare i USA och Mexiko tillika AOU:s första president 1908 och chef för US Biological Survey 1916-1927. Arten har tidigare på svenska kallats Nelsons sparv.